# Kouterberg
De Kouterberg is een helling in de Vlaamse Ardennen nabij Maarke-Kerkem in het Maarkedal.
De helling is zeven maal (1984-1990) opgenomen in de Ronde van Vlaanderen.
De weg heeft geen naam en wordt door mensen uit de streek de "Doolstraat" genoemd. Van 1984 tot en met 1989 werd de helling beklommen door de Ronde, maar stond ze niet als helling in het wedstrijdboek vermeld. In 1990 werd ze wel officieel in het wedstrijdboek opgenomen.
In 1991 werd de zogenaamde Bovenstraat/Kouterberg beklommen.
De helling werd altijd gesitueerd tussen Berg ten Houte en de Eikenberg.